# Toasting
Toasting (auch Chatting oder Deejaying) ist ein insbesondere im Reggae und seinen abgewandelten Formen wie dem Dub und dem Dancehall verwendeter Sprechgesang. Beim Toasting wird die Dub-Version eines Songs als musikalische Basis verwendet, auf welche dann meist improvisiert gesprochen, gesungen, kommentiert und mit dem Original-Gesang dialogisiert wird. Er ist einer der historischen Wegbereiter des Rap im US-amerikanischen Hip-Hop. Daher sind Toasting und Rap miteinander verwandt.

## Begriffserklärung
Toasting bedeutet im Englischen, etwas oder jemanden feiern, im Sinne von hochloben.
Aufführungsort und treibende Kraft in der Entwicklung des Toasting ist das Sound System. Der Deejay legt seinen Sprechgesang über die Musikstücke, die von seinem Selector aufgelegt werden. Der DeeJay ist der Master of Ceremonies (MC, Zeremonienmeister), der die Musik als gemeinsames und vor allem interaktives Erlebnis zwischen ihm und seinem Publikum inszeniert. Er toastet über die Musikstücke und bewegt sich zum Rhythmus. Oft enthalten die Texte auch verschlüsselte und satirische Botschaften an die Zuhörer. Dazu werden die einzelnen Zeilen der Texte stets in Reimform gebracht, weniger durch die Auswahl gleich auszusprechender Wörter, als viel mehr durch ein Angleichen des Klangs beliebiger Wörter.

## Geschichte
Der englischen Bedeutung nach wurde der Begriff „Toast“ bereits in den 1960er Jahren in Amerika für ein erzählendes Gedicht benutzt, das von schwarzen Jugendlichen theatralisch vorgetragen wurde und dazu diente, sich selbst in der Gruppe zu behaupten.
Auch in der Karibik gab es Toast-Rituale, die als „giving rag“ oder „making mock“ bekannt waren. Die Rituale beinhalten das Talent, Geschichten zu erzählen, und sind gleichzeitig ein Erbe aus Afrika und der Sklavenzeit. Diese Art des Erzählens wird auch heute noch in Jamaika praktiziert und geschätzt.
Begründet auf den dargestellten Ursprüngen entwickelte sich das Toasting vor allem auf Jamaika weiter. Als Sprache verwendete der Deejay erst Patois, eine auf Jamaika gesprochene kreolische Sprache. Mit dem weltweit wachsenden Erfolg des Reggae wurde zunehmend auch auf Englisch getoastet. Ausgestattet mit mobilen Verstärker- und Lautsprecheranlagen, reisten die Deejays auf Jamaika umher, um ihr Publikum mit Musik zu versorgen. Vor allem kommentierten sie ihre Musik in einem singenden Tonfall, dem Toasting, um ihr Sound System und ihre Dubplate mehr anzupreisen.
Mitte der 1950er Jahre wurde Sir Coxsone Dodd auf diese Anpreisungen auf einer Reise durch die USA aufmerksam. Dort kündigten afro-amerikanische Radio-Discjockeys wie Clarence „Poppa Stoppa“ Hayman oder Satelite Papa dem Publikum ihre R’n’B-Platten mit ihren Toasts an. Coxsone erkannte die Wirksamkeit dieser Toasts und spekulierte darauf, dass diese eine einschneidende neue Wirkung im Sound System haben könnten. In Jamaika sprach sein Angestellter Count Matchuki aufgrund dieser Idee seine gereimten Sprüche live am Mikrophon über die R’n’B-Platten und war damit der erste jamaikanische Deejay, der auf diese Art und Weise toastete. Beispiele für seine Toasts waren das Anpreisen seiner Platte oder kurze, gereimte Sprüche und Rufe. 
Die Wirkung dieser Toasts bestanden in erster Linie darin, dem Titel Fülle, Stimmung und Lebendigkeit zu verleihen und die Tänzer anzufeuern. Zusätzlich hat die direkte Ansprache des DeeJays eine viel emotionalere Wirkung auf das Publikum, als auf Tonträger aufgenommene Vocals. Bei dem Ausrufen der Toasts beginnt der DeeJay gewissermaßen eine Unterhaltung mit dem Publikum, und das Publikum kann auf seine Ausrufe reagieren.
Ein Beispiel:

“Now we’ll give you the scene, you got to be real keen. And me no jelly bean. Sir Lord Comic answer his spinning wheel appeal, from the record machine. Stick around, be no clown. See what the boss is putting down!”

„Nun werden wir es Euch zeigen, ihr müßt gut aufpassen. Ich bin kein Frosch. Sir Lord Comic gibt dem drehenden Plattenteller, was er braucht. Bleib hier, sei kein Narr. Sieh, was der Boss auflegt!“

In jüngeren Formen des Reggae wie Dancehall Reggae, Ragga und Jungle wird ebenfalls Toasting eingesetzt. Der als Erster bekannt gewordene Toaster war U-Roy. Weitere waren Dennis Alcapone und Mitglieder der Gruppen Big Youth. Linton Kwesi Johnson entwickelte schließlich das Toasting zu einer poetischen Kunst. Er schreibt seine Dichtungen auf und liest sie zu Reggae-Musik vor. U-Roy ist einer der wenigen dieser frühen DeeJays, die es zu einer Plattenaufnahme gebracht haben. Dabei entwickeln die Toasting-Versionen der Reggae-Tracks oft einen ähnlichen, manchmal sogar größeren Bekanntheitsgrad als die Originale.